# Teja (kralj Ostrogotov)
Teja je bil zadnji kralj Ostrogotskega kraljestva, ki je vladal od leta 252 do 553, * ni znano, † 552 ali 553.

## Življenje
Teja je bil vojaški častnik kralja Totile in bil po Totilovi smrti v bitki pri Taginah julija 552 izvoljen za njegovega naslednika. Po tem velikem porazu Ostrogotov je Teja ukazal usmrtiti vse rimske senatorje v Kampaniji, vključno s Flavijem Maksimom, ki ga je Belizar izgnal. Pobiti je dal tudi okoli tristo rimskih otrok, ki jih je imel Totila za talce. Po teh pobojih se je odpravil v Pavio, kjer si je prisvojil vse razpoložljive zaklade in kot novi kralj sklenil pakt s Franki.
Na svojem begu v južno Italijo je zbiral podporo prominentnih osebnosti iz Totilove vojske, vključno s Skipuarjem, Gundulfom (Indulfom), Gibalom in Ragnarisom, da bi se leta 552/553 odločilno spopadel z bizantinskim generalom Narsom v bitki pri Mons Lactarius južno od Neaplja. Bitka ob vznožju Vezuva je zgodovinar Guy Halsall poimenoval "katastrofalen odločilni spopad". Ostrogotska vojska je bila popolnoma uničena, Teja pa ubit. Preživeli Goti so se začeli pogajati za premirje. Gundulf in Ragnaris sta pobegnila z bojišča. Slednjega je kasneje v poskusu umora smrtno ranil Narsov agent. Organiziran odpor Ostrogotov se je po porazu končal, njihovo kraljestvo pa je po letu 554 utonilo v pozabo. Preostalo gotsko prebivalstvo se je asimiliralo v okoliško italsko prebivalstvo.
Denar z njegovim imenom je kljub njegovi kratki vladavini krožil od prestolnice Pavie po alpskih trgovskih poteh do Galije.